# Michal Redl
Michal Redl (* 12. ledna 1974 Zlín) je kontroverzní český podnikatel a lobbista, který úzce spolupracoval s Radovanem Krejčířem. V roce 2022 jej policie obvinila v kauze Dozimetr bývalého náměstka pražského primátora za Starosty a nezávislé (STAN) Petra Hlubučka.
Redl byl již v minulosti obviněný v kauze společnosti Technology Leasing a M5, kde se měl dopustit stomilionového podvodu. Jeho trestní stíhání ale bylo přerušeno z důvodu duševní choroby. Podle policie byl jedním z hlavních organizátorů machinací s veřejnými zakázkami Dopravního podniku hl. města Prahy. V souvislosti s kauzou byl nucen odstoupit ministr školství Petr Gazdík (STAN) a strana Starostů a nezávislých prověřuje finanční dary od firem, které byly na podnikatele navázány.

## Omezení svéprávnosti
Redl byl trestně stíhán od roku 2003, psychické problémy u něj propukly v následujícím roce. Později byl dlouhodobě hospitalizován na psychiatrické klinice Lékařské fakulty Univerzity Palackého v Olomouci. Nepomohly mu ani elektrošoky.
Od roku 2008 měl proto Redl omezenou svéprávnost. „Začal pociťovat jakýsi fiktivní pocit viny, který chce odčinit. Začal se intenzivně zajímat o činnost nadací a podobných dobročinných organizací. Uvedeným organizacím zasílá nepřiměřené peněžité dary. Ztratil zcela kontakt s realitou,“ uvádí rozsudek Okresního soudu Plzeň-město z konce roku 2008. „Při každém setkání vede debaty o nutnosti pomoci opuštěným dětem a rozhovor vždy končí pláčem, při kterém se sebeobviňuje například z dětského hladomoru v rovníkové Africe,“ pokračuje text. Soudní znalec shledal závažnou duševní poruchu s nejistou prognózou.
Když soud v roce 2012 v kauze Technology leasing odsoudil organizovanou skupinu s výjimkou Redla, začal se jeho psychický stav zlepšovat. Omezenou svéprávnost však plzeňský soud Redlovi přiznal i v letech 2014, 2018 a v květnu 2022. Plzeňské státní zastupitelství se proti poslednímu rozsudku rozhodlo odvolat. Krajský soud v Plzni odvolání v září 2022 vyhověl, rozhodnutí pak v červenci 2023 potvrdil také Nejvyšší soud. Redl tak opět získal plnou svéprávnost, a může tak proti němu být vedeno trestní řízení.

## Vazby na Stanislava Polčáka
Na konci února 2017 informoval Český rozhlas Radiožurnál, že Redl konzultoval nominace na důležitá místa v pražských firmách a na magistrátu s politikem Stanislavem Polčákem (STAN). V reakci na tuto událost se Polčák rozhodl, že nebude kandidovat na březnovém sněmu Starostů a nezávislých (STAN) na žádnou volenou funkci v hnutí. Ke svému rozhodnutí uvedl: „Svou neopatrnost si ‚odpracuji‘ jako řadový člen hnutí.“
Poté co byl Redl obviněn jako jedna z klíčových osob kauzy Dozimetr týkající se korupce při udělování zakázek na pražském magistrátě informoval v říjnu 2023 Deník N, že v policejním spise ke kauze je zaznamenána výpověď Stanislava Polčáka, který v případu figuroval jako svědek. Polčák s Redlem a jeho rodinou trávil několik dovolených a komunikoval s ním přes šifrovací aplikaci. Polčák měl s Redlovými blízký vztah. Osobně se původně znal s otcem obviněného, Petrem Redlem starším, se kterým spolupracoval jako advokát ve Zlíně.